# しかお
しかおは、Jリーグ・鹿島アントラーズのマスコットである。

## 概要
鹿島神宮のシカがモチーフ。

## しかおファミリー
- しかお
  - 誕生日1992年5月20日
  - 雄鹿。
- しかこ
  - 誕生日1993年7月7日
  - 1997年3月2日にしかおと結婚。牝鹿なので角がなく、リボンを付けている。
- アントン
  - 誕生日1999年8月1日
  - 2024年12月25日に公式Xを開設[1]。鹿島アントラーズでのマスコット活動を発信したり、試合日のマスコットスケジュールを告知したりしている。

## 記念日
しかおとしかこの結婚記念日は1997年3月2日である。

## 備考
- カシマサッカースタジアムでホームゲームが行われる際、1階コンコースによく現れ、記念撮影などを行うことができる。
- スタジアムでは、しかお、アントンがホームユニフォーム、しかこがアウェイユニフォームを着用している。